# 多元、平等和包容
多元、平等和包容（英語：diversity, equity, and inclusion，簡稱）是一個社會術語或原則，泛指旨在促進不同群體獲得公平待遇、充分代表性及參與機會的理念及政策框架；有關概念旨在針對歷史上曾經被歧視或缺乏代表性的群組。其中，三個概念的意思如下：
- 多元：尊重及推廣團體的身份多樣性，包括性別、種族、性取向、殘疾、年齡、文化、階級、宗教、政治觀點等[3]。
- 平等：在正視不平等問題的基礎上，公平地分配資源和機會，確保所有人都能獲得平等的成果[4]。
- ：創造一個接納不同背景的人士的環境文化，確保所有人均可被傾聽及尊重[5][6]。

該概念原本在美国的社会背景下创建的，其原本的理念和相应举措也带着美国中心主义的色彩。该词组之后也随着美国主导的国际组织和跨国公司传播到了全球，在其他社会背景下也会有不同的诠释。

## 美國發展史
美国在《1964年民權法案》通过后，开始在政府、高校、企业中施行该理念；在进入21世纪后，其缩写词“DEI”开始流行，许多美国企业和高校开始在DEI方面花费大量投入，并专门开设DEI岗位。企业和高校会对员工进行这方面专门的培训，高校还会有特设的奖学金以资鼓励。多元、平等和包容计划旨在创造更好、更舒适的组织内环境，然而美国的一些组织在具体落实上仅会增加来自历史上受歧视群体的比例，例如种族配额、平权行动、“为多元化而多元化”等。
2003年，据麻省理工斯隆管理學院教授托马斯·安东·科尚估算，美国企业每年在DEI方面的支出为80亿美元。进入2010年代中叶，随着Black Lives Matter和＃MeToo运动的兴起，美国DEI方面的招聘出现了大幅增长。2015年，Google公司承诺在这方面投入1.5亿美元。2018年，招聘网站Indeed报告称，过去两年DEI专业人士的職位增加了35%。美国不少高校会要求成员做出“多样化声明”，一些大学还会用此声明来筛选应聘者。
但随着DEI计划的推广，也激起了涉嫌逆向歧視的质疑。进入2020年代，DEI愈加成为美国政治的关注点。得克萨斯州立法从2024年起禁止在公立高校设立DEI办公室，随后一众共和党主导的州也纷纷跟进出台法案取消高校的DEI计划。共和党议员还推动美国国防部关停其机构的DEI办公室。2023年7月，众议院投票通过禁止五角大楼和军队内的所有DEI办公室以及開展的DEI计划，所有民主党籍和四名共和党籍的众议员對該提案投了反对票，但在民主黨控制的參議院被擱置。
2025年1月20日，特朗普在第二次就职美國總統当天，签署了结束联邦政府中DEI项目的《第11246号行政命令》。聯邦政府中所有與DEI有關的办公室、官方网站和社交媒体账号都将关闭和注销。

## 延伸概念
- 在英國，是用“Equality”來代替“Equity”的概念，簡稱EDI[18][19][20]
- 在DEI的基礎上增加歸屬感（Belonging），簡稱DEIB[21][22][23]
- 增加正義（Justice），簡稱JEDI或EDIJ[24][25]
- 增加可及性（Access），簡稱IDEA或DEAI等[26][27]